# Verbascum kurdicum
Verbascum kurdicum är en flenörtsväxtart som beskrevs av Hub.-mor.. Verbascum kurdicum ingår i släktet kungsljus, och familjen flenörtsväxter. Inga underarter finns listade i Catalogue of Life.